# Georges Candilis
Georges Candilis (Bakú, Azerbaidjan, 1913 — París, 1995) va ser un arquitecte i enginyer grec, nacionalitzat francès.
Va estudiar a la Universitat Politècnica Nacional d'Atenes i va exiliar-se a França durant la Guerra civil grega.
Va treballar durant els seus primers anys amb Le Corbusier època en què va guanyar interès per l'urbanisme i l'habitatge social. Va treballar especialment a França en projectes com Banhòus de Cese o la Universitat de Tolosa-Joan Jaurés. Va col·laborar amb Jean Prouvé i P.Dony en el projecte de la Universitat Lliure de Berlín.